# أندي لوري
أندي لوري (بالإنجليزية: Andy Lawrie)‏ هو لاعب كرة قدم بريطاني في مركز الدفاع، ولد في 24 نوفمبر 1978 في Galashiels ‏ في المملكة المتحدة. لعب مع سانت جونستون ونادي إيست فيف ونادي ستيرلينغ ألبيون ونادي فالكيرك.

## وصلات خارجية
- أندي لوري على موقع قاعدة بيانات كرة القدم.إي يو (الإنجليزية)
- أندي لوري على موقع Soccerbase.com (لاعب) (الإنجليزية)